# Egon Erwin Kisch
Egon Erwin Kisch (Prága, 1885. április 29. – Prága, 1948. március 31.), „a száguldó riporter”; németül író cseh újságíró. A modern oknyomozó újságírás első évtizedeinek egyik legnagyobb alakja. Riportjai, riporteri módszerei és szakmai etikája mindmáig a publicisztika egyik oktatott mintája. Prágáról és az első világháborúról megjelent, majd összegyűjtve számtalan publikációban kiadott írásai ma is forrásértékűek és szórakoztató olvasmányok is egyben.

## Élete
Ötgyermekes, német zsidó kispolgári családba született, második gyermekként. Apja, Hermann Kisch szövetáru-kereskedést üzemeltetett, anyja Ernestine Kuh volt. Egon középfokú tanulmányainak végeztével rövid ideig a Német Műszaki Főiskolán, illetve a Károly Egyetemen tanult, majd egy évig a katonaságnál szolgált. Újságíró karrierje 19 évesen kezdődött, a „Prager Tagblatt”-ban kezdett publikálni, majd 1906-tól hét éven át a német nyelvű „Bohemia" című lapnál dolgozott, gyarapítva tudását a riport-újságírás terén.
Az első világháború idején a keleti, illetve déli frontokon harcolt tizedesként és meg is sebesült. A világháború nyomán kezdett a társadalom problémái felé fordulni, kommunista elhivatottsága is ekkor alakult ki. A frontszolgálat alatt szerzett élményeit 1930-ban Ezt írd fel, Kisch! címmel jelentette meg. A világháborút követően tényfeltáró riportsorozatában leleplezte az oroszok javára kémkedő Alfred Redl cs. és kir. ezredest, akinek életét többek között Szabó István játékfilmben („Redl ezredes”) dolgozta fel.
Alfred Redl ezredes a VIII. (prágai) hadtest vezérkari főnöke volt. Lebukásakor, 1913-ban öngyilkosságra kényszerítették. Az ezt követő házkutatáskor Kischnek egy lakatos barátja törte fel az ezredes iratait rejtő fiókokat. Kisch a cenzúrát azzal játszotta ki, hogy először egy cáfolatot jelentetett meg. Ezt követően már nem lehetett eltussolni az ügyet.
1918-ban részt vett az Osztrák Köztársaság kikiáltásában. Belépett az osztrák kommunista pártba. Néhány év múlva bebörtönözték, majd kiutasították Ausztriából. Prágába, később Berlinbe költözött, és a baloldali német sajtó munkatársa lett. 1923-ban megírta a sajtó 400 éves történetét, Luther Mártontól Émile Zoláig.
Bejárta a fél világot. Megfordult Kínában, Japánban, Észak-Afrikában, a Szovjetunióban, az Egyesült Államokban, Ausztráliában, és Magyarországon is. A berlini Reichstag felgyújtásának másnapján, 1933 februárjában a nácik elfogták, de csehszlovák közbenjárásra kiszabadult. Az országból azonban kiutasították, könyveit pedig elégették, így Kisch Prágába költözött. Ateista volt, de amikor eljutott Lourdes-ba ő is sorba állt, hogy a barlang csodatévő vízéből kaphasson.
1936 és 1938 között a spanyol polgárháborúból tudósított. Később Párizsban, 1940 és 1946 között Mexikóban járt, majd hazatért Prágába. Cseh öntudatát mindvégig megőrizte, cseh nemzetiségűnek vallotta magát, és útleveléhez is ragaszkodott.
Agyvérzésben halt meg Prágában 1948. március 31-én.

## Magyarul
- Pavlov professzor kutyái – Korunk, 1927
- Chicago, az ellentétek városa – Korunk, 1930
- Az amsterdami zsidók – Korunk, 1934
- Amerika, Kína, Oroszország. Riportkönyv; ford. Balog István; Phőnix, Bp., 1934
- Tilos a bemenet!; ford. Marton János; Prager, Bratislava-Pozsony, 1936 (Az új Európa könyvesháza)
- A titkos Kína; ford. Barkóczy István; Prager, Bratislava-Pozsony, 1937 (Az Új Európa könyvesháza)
- Ázsia újjászületett; ford. Leser Lajos; Prager, Bratislava-Pozsony, 1937 (Az Új Európa könyvesháza)
- A hét gettó; ford. Borongó Ferenc; Prager, Pozsony, 1938 (Az új Európa kistükre)
- Egon Erwin Kisch tisztelettel bemutatja az amerikai mennyországot; ford. Ballenegger Henrik; Szikra, Bp., 1948
- Íme Ausztrália; ford. Ballenegger Henrik; Szikra, Bp., 1948
- Kína titkai; ford. László Mária; Szikra, Bp., 1949
- Csillaglobogós paradicsom; ford. Zólyomi Antal; Magyar Kiadó, Pozsony 1953
- Kalandozások öt világrészben. Válogatott riportok; vál. Gábor György, ford. Gordon Éva; Szépirodalmi, Bp., 1954
- Mit láttam Mexikóban?; ford. Zólyomi Antal; Magyar Kiadó, Bratislava, 1955
- Szenzációk vására; ford. Zólyomi Antal; Új Magyar Kiadó, Bp., 1956
- Ugrás a túlsó féltekére; Szikra Ny., Bp., 1956 (Érdekes könyvek)
- Prágai Pitaval; ford. Ember Mária, Finály Olga; Szlovákiai Szépirodalmi Kiadó, Bratislava, 1958
- Szenzáció!, Szenzáció!; ford. Tandori Dezső, ill. Gyulai Líviusz; Gondolat, Bp., 1974
- A Redl-ügy és egyéb történetek; vál., ford., bev., jegyz. Fodor Ernő; Kriterion, Bp., 1974 (Téka)
- Prágai utcák és éjszakák; ford. Tandori Dezső, ill. Gyulai Líviusz, Gondolat, Bp., 1978
- Kriminalisztikai kalandozások; vál., ford. Tandori Dezső, ill. Gyulai Líviusz; Gondolat, Bp., 1982
- Ciánkáli a vezérkarnak; vál., szerk., jegyz. Tabák András, ford. Fodor Ernő et al.; Zrínyi, Bp., 1987 (Zrínyi-zsebkönyvek)
- A Gólem éledése; ford. Borongó Ferenc, átdolg. Tabák András; Littoria, Bp., 1992 ISBN 9637854029
- A leánycsősz. Regény; ford. Szalai Lajos; Napkút, Bp., 2012 (Remekírók retró)
- A világ folytatódik. Társalgás a piramisokkal; vál., előszó Szávai Géza, ford. Kozma Tamás, Marton János; Pont, Bp., 2024 (Enigma)